# Drargua
Drarga (en àrab الدراركة, ad-Drārga; en amazic ⴷⵔⴰⵔⴳⴰ) és una comuna rural de la prefectura d'Agadir Ida-Outanane, a la regió de Souss-Massa, al Marroc. Segons el cens de 2014 tenia una població total de 70.793 persones.